# Johann Gottfried Eiffe

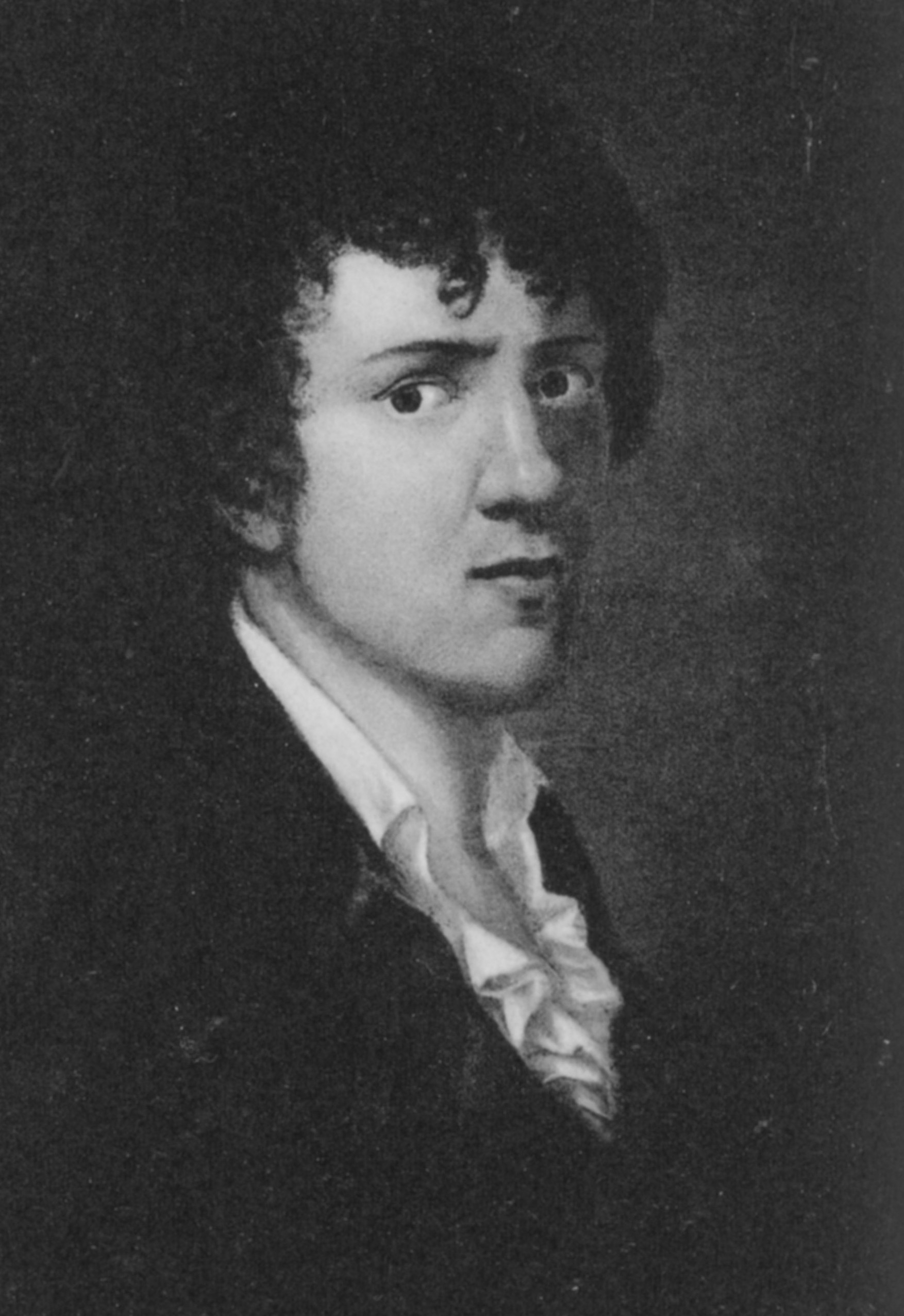
Johann Gottfried Eiffe

Johann Gottfried Eiffe (* 13. August 1779 oder 1773 in Hamburg; † 13. August 1818 in La Victoire auf Haiti) war ein deutscher Maler.

## Leben
Über Elternhaus und Jugend Eiffes ist wenig bekannt. Gemeinsam mit seinem Freund Philipp Otto Runge nahm er ab 1798 Zeichenunterricht bei Gerdt Hardorff in Hamburg und erhielt ab 1799 eine künstlerische Ausbildung bei Jens Juel in Kopenhagen. Da sie mit der angebotenen akademischen Ausbildung unzufrieden waren, gründeten Eiffe und Runge gemeinsam mit anderen Landsleuten eine „Privat-Akademie“, die den offiziellen Lehrplan ergänzen sollte. Nach einem Besuch bei Caspar David Friedrich in Greifswald zogen Eiffe und Runge im Mai 1801 nach Dresden. Hier kam es zu Spannungen zwischen den beiden Künstlern. Runge, dem fälschlicherweise einige der Zeichnungen Eiffes zugeschrieben wurden, warf seinem Freund mangelnden künstlerischen Ehrgeiz vor. Eiffe, der von der Freundschaft mit Runge und von dessen Kontakten profitierte, gelang hier kein nachhaltiger Durchbruch.
Aufgrund fehlender Aufträge verließ Eiffe 1807 Dresden und kehrte nach Hamburg zurück. Hier gab er Mal- und Zeichenunterricht und erstellte Auftragsarbeiten, seine wirtschaftliche Lage blieb jedoch prekär. Als Henri Christophe, Herrscher in Nord-Haiti, europäischen Malern viel Geld für Arbeiten an seinem Hof versprach, ging Eiffe 1816 nach Haiti. Hier erstellte er mehrere Gemälde und dekorierte Räume des kaiserlichen Palastes. Nachdem Eiffes Absichten, nach Deutschland zurückzukehren, bekannt geworden waren, hatte er fortan unter Repressionen zu leiden. Er starb in Not und Elend im August 1818 auf Haiti.

## Werke
Eines der bekannten Werke Eiffes ist eine 1805 erstellte Kopie von Runges Selbstbildnis mit blauem Rock. Nach Runges Tod Ende 1810 erstellte Eiffe mehrere Ausführungen des Gemäldes, die er an Bekannte verkaufte. Zu den Auftragsarbeiten gehört das kleine, 1814 für die Sankt Katharinenkirche erstellte Ölbild der Kreuzigung. Auch wenn er zu Lebzeiten keine wirtschaftlichen Erfolge erreichen konnte, bestätigte ihm das Hamburgische Künstler-Lexikon von 1854 posthum ein „reges Gefühl für das Kunstschöne“.

## Ausstellungen (Auswahl)
- 2019: Hamburger Schule – Das 19. Jahrhundert neu entdeckt (12. April bis 14. Juli), Hamburger Kunsthalle